# Yu.A.ガガーリン記念コムソモーリスク・ナ・アムーレ航空機工場
Yu.A.ガガーリン記念コムソモーリスク・ナ・アムーレ航空機工場（露: Комсомольский-на-Амуре авиационный завод имени Ю.А.Гагарина、KnAAZ）はロシアのコムソモリスク・ナ・アムーレに本社を置く航空機メーカー。以前はYu・A・ガガーリン記念コムソモリスク・ナ・アムーレ航空機製造合同（露: Комсомольское-на-Амуре авиационное производственное объединение имени Ю. А. Гагарина、KnAAPO）とされていたが、2013 年 1 月 1 日より持株会社スホーイの完全子会社となったことにより現在の名称に変更された。同社は、ハバロフスク地方の最も成功した企業であり、地方における年間あたりの最大の納税者となっている。

## 製品
- Be-103（英語版）
- Li-2
- T-50
- P-70
- Su-17
- Su-27SM/-27SKM
- Su-30MK2
- Su-33/-33UB
- Su-35 (初代)
- Su-35
- スホーイ・スーパージェット100